# Шатилисцкали
Шатилисцкали (груз. შატილის წყალი, Шатили) — горная река в историко-географической области Хевсуретии на северо-востоке Грузии. Протекает по территории Душетского муниципалитета Мцхета-Мтианетии. Левый приток реки Аргун.
Название реки состоит из нескольких частей: груз. შატილი (шатили), что переводится с вайнахского языка как страна ледников; груз. -ის (-ис) — суффикс родительного падежа; и груз. წყალი (цкали) — вода, река. В итоге получается — река страны ледников.
Длина реки составляет 10 км. Площадь водосборного бассейна реки равняется 43 км².

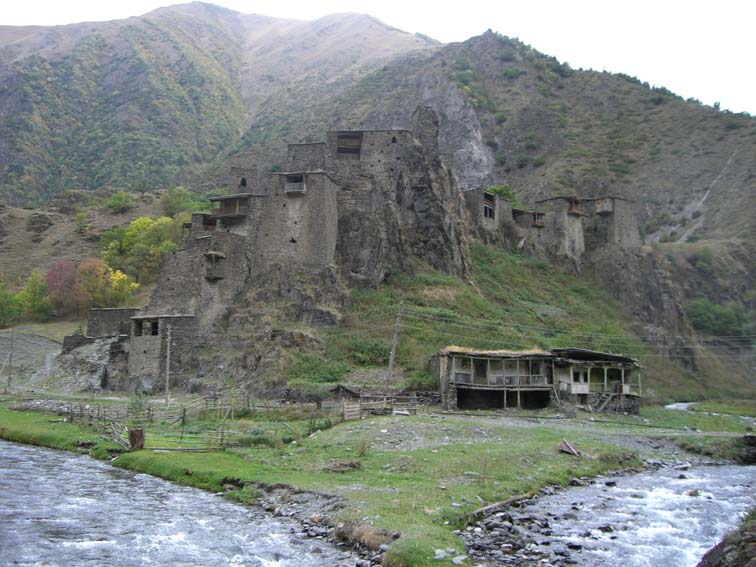
Место впадения Шатилисцкали (на фото справа) в Аргун у села Шатили

Истоки реки находятся выше 2412 м над уровнем моря, на горных склонах между вершинами Караты (2912 м) и Махисмагали (3890 м), вблизи границы Грузии с Россией. В верхнем течении в основном течёт на восток и северо-восток, затем поворачивает на юг и после впадения Миткурисхархи преобладающим направлением течения до самого устья является юго-восток. Ширина реки около устья составляет 5 м, глубина — 0,3 м, скорость течения достигает 2 м/с, дно русла каменистое. Устье Шатилисцкали находится в 126 км по левому берегу реки Аргун, на высоте 1395 метров над уровнем моря, у села Шатили.
Река Шатилисцкали имеет один именованный приток — Миткурисхархи (груз. მითხულის-წყალი), который впадает в неё с правой стороны, примерно, в 2 километрах от устья, на высоте 1542 м над уровнем моря.
В непосредственной близости от реки располагается только один населённый пункт — село Шатили, на территории которого через Шатилисцкали перекинуто несколько мостов.